# Martin Tchiba
Martin Tchiba (* 1982 in Budapest) ist ein deutsch-ungarischer Pianist und Komponist.

## Leben
Martin Tchiba lebt seit dem Jahr 1985 in Deutschland. Bereits während seiner Schulzeit war er in Hannover Schüler des Klavierpädagogen Karl-Heinz Kämmerling. Nach dem Abitur am Gymnasium Essen-Werden im Jahr 2000 studierte er bis 2004 Klavier bei Thomas Duis an der Hochschule des Saarlandes für Musik und Theater in Saarbrücken. In den Jahren 2005 bis 2008 setzte er seine Studien bei Jean-Jacques Dünki an der Hochschule für Musik in Basel fort. Zusätzlich besuchte er Master Classes und Workshops u. a. bei Lazar Berman, György Kurtág und Yukiko Sugawara-Lachenmann. 1998 bis 2002 studierte er zudem ergänzend Komposition bei Michael Denhoff in Bonn.
Tchiba konzertierte als Solist und Kammermusikpartner international u. a. im Concertgebouw Amsterdam, in der Tokyo Opera City Recital Hall, beim Herbstfestival Budapest, bei den Budapester Musikwochen, beim Spoleto Festival, beim Braunschweig Classix Festival, beim Europäischen Klassikfestival Ruhr, bei der Ensemblia Mönchengladbach, beim Festival „scene: ungarn in nrw“, beim Unicum Festival in der Slowenischen Philharmonie in Ljubljana, beim Festival Enescu in Rumänien, im Flagey in Brüssel, in der Tonhalle Düsseldorf und im Beethoven-Haus in Bonn. Auch trat er an Spielorten für Neue Musik auf, etwa in der Gare du Nord in Basel, bei der Stichting Logos in Gent und in der Alten Feuerwache in Köln. Im Jahr 2017 fand in der Tonhalle Düsseldorf sein „Social-Media-Klavier-Recital“ „WIReless“ statt, zu dem Komponisten über die sozialen Netzwerke Klavierstücke beisteuern und die Konzertbesucher mittels Smartphones das musikalische Geschehen interaktiv mitbestimmen konnten.
In seinen Konzertprogrammen verbindet Tchiba das klassisch-romantische Repertoire mit zeitgenössischer Musik. Dabei beabsichtigt er Verbindungslinien zwischen „Alt“ und „Neu“ aufzuzeigen sowie unterschiedliche – mitunter auch bewusst gegensätzliche – ästhetische Standpunkte zu präsentieren und einander gegenüberzustellen. Er spielte zahlreiche Uraufführungen, u. a. von Gerhard Stäbler, Moritz Eggert, Johannes Kreidler, Sarah Nemtsov, György Kurtág und Michael Denhoff; viele der uraufgeführten Werke sind ihm gewidmet. Tchiba engagiert sich für „zu Unrecht in Vergessenheit geratene“ Musik, etwa für die Werke des ungarisch-niederländischen Komponisten Géza Frid.
Tchiba hat CDs für die Labels Challenge Classics, Naxos, Hungaroton, Telos Music und Spektral aufgenommen. 2019 gründete er sein eigenes CD-Label, „emt EDITION MARTIN TCHIBA“. Zudem machte er Aufnahmen für Rundfunk und Fernsehen, u. a. bei den Sendern WDR, SWR, SR, BR, Deutschlandradio Kultur, Ungarischer Rundfunk und Niederländischer Rundfunk. Das Kulturradio des RBB aus Berlin, das schweizerische RTS Espace 2, SR 2 KulturRadio und NDR Kultur strahlten Porträtsendungen über ihn aus. Das Niederländische Fernsehen engagierte Tchiba wiederholt für Aufnahmen im Amsterdamer Bimhuis.
Nach intensiver Beschäftigung mit dem Komponieren im frühen Erwachsenenalter tritt er seit 2016 wieder verstärkt als Komponist in Erscheinung; seine – vor allem elektroakustischen – Arbeiten sind regelmäßig in den Programmen europäischer Kultur-Radiosender zu hören. Seine Werke wurden u. a. bei der Internationalen Gaudeamus-Musikwoche in Amsterdam und beim A•DEvantgarde-Festival in München uraufgeführt. Zudem verfasste Tchiba eine Reihe von Textbeiträgen zu Musik-Themen, u. a. für die Neue Zeitschrift für Musik und die neue musikzeitung.
Im Rahmen von „Bipolar – deutsch-ungarische Kulturprojekte“ war Martin Tchiba 2006/07 künstlerischer Leiter eines Projekts zum Thema „innovative Musikvermittlung“. In diesem Rahmen fungierte er auch als Herausgeber und Co-Übersetzer (aus dem Ungarischen) des Buchs „Übungen zum kreativen Musizieren“ von László Sáry.
Im Jahr 2002 erhielt Tchiba das Kulturförderstipendium der Landeshauptstadt Saarbrücken. In den Jahren 2003 bis 2006 war er Stipendiat der Friedrich-Ebert-Stiftung und 2006 bis 2007 Stipendiat des DAAD. 2018 wurde er mit dem Förderpreis für Musik der Landeshauptstadt Düsseldorf ausgezeichnet.
Tchiba lebt derzeit in Velbert.

## Diskografie
- 2008 Michael Denhoff: Skulpturen für Klavier op. 76 (Weltersteinspielung). Martin Tchiba, Klavier. Telos Music
- 2008 George Enescu: Sonaten für Violoncello und Klavier. Laura Buruiana, Violoncello; Martin Tchiba, Klavier. Naxos
- 2009 „Budapest – Amsterdam“. Géza Frid: Kammermusik (Weltersteinspielungen). Martin Tchiba, Klavier; Birthe Blom, Violine; Ditta Rohmann, Violoncello. Hungaroton Classic
- 2010 „Live“. Werke von Rudolf Kelterborn, Pál Károlyi, Jörg Widmann, Zoltán Jeney, Bánk Sáry und László Sáry. Lajos Rozmán, Klarinette; Martin Tchiba, Klavier. Telos Music
- 2012 „Linkages“. Klavierwerke von Brahms, Wagner, Schönberg, Skrjabin, Liszt und Lachenmann. Martin Tchiba, Klavier. Challenge Classics
- 2018 „Ohrwurm“. Klavierlieder von Moritz Eggert. Irene Kurka, Sopran; Martin Tchiba, Klavier; Moritz Eggert, Klavier. Spektral (Koproduktion mit dem Bayerischen Rundfunk)
- 2019 Johannes Kreidler: Klaviermusik. Martin Tchiba, Klavier. emt EDITION MARTIN TCHIBA (in Zusammenarbeit mit dem Südwestrundfunk)
- 2021 Martin Tchiba: klang collection (electroacoustic compositions). emt EDITION MARTIN TCHIBA
- 2022 Klaviermusik von Gerhard Stäbler und Kunsu Shim. Martin Tchiba, Klavier und Ko-Komposition. emt EDITION MARTIN TCHIBA (Koproduktion mit dem Hessischen Rundfunk)
- 2024 Martin Tchiba: puzzle, post, poire (15 electronic compositions). emt EDITION MARTIN TCHIBA
- 2024 „Live in Budapest“. Klavierwerke von Martin Tchiba u. a. Martin Tchiba, Klavier. emt EDITION MARTIN TCHIBA (in Zusammenarbeit mit MTVA / Bartók Rádió)